# Werner Haag
Werner Friedrich Emil Wilhelm Haag (* 9. April 1909 in Melle; † 30. Juli 1985 in Hartenholm) war ein deutscher Offizier der Wehrmacht und Bundeswehr.

## Werdegang
Werner Haag wurde als Sohn eines Buchdruckereibesitzers im niedersächsischen Melle geboren. Er schloss seine Schulbildung mit dem Abitur in Hannover ab und entschied sich 1928 eine Offizierslaufbahn an der Preußischen Polizei-Schule Hildesheim zu beginnen. 1929 erfolgte seine Beförderung als Polizeiwachtmeister in der Stadt Wesermünde. Drei Jahre später wechselte er nach Bremen.

### Laufbahn im Dritten Reich
1933 bekleidete Haag den Dienstrang eines Polizeileutnants. Ein Jahr später wurde Haag in der ehemaligen Reichswehr Anwärter im Ausbildungslehrgang des III. Btl./IR 16. Seine Stationen waren Oberleutnant, Zugführer einer Schützenkompanie und Minenwerferkompanie, Bataillonsadjutant I. /IR 16 bis zum Kompaniechef der 13.Kp./III. Btl./IR 16.
Vor Kriegsausbruch profilierte er sich 1939 als Nachwuchsoffizier an der Infanterie-Schule Döberitz. Nach der Rückkehr zu seiner Stammeinheit wurde Haag zunächst Regimentsadjutant, 1940 Divisionsadjutant bis ihm 1942 das Kommando über das Infanterie-Regiment 16 übertragen wurde. Er war damit damals der jüngste Regimentskommandeur der Wehrmacht. Zu dieser Zeit kämpfte die 22. Infanterie-Division im Abschnitt der Heeresgruppe Süd um Sewastopol. Sein Regiment wurde nicht im Afrikafeldzug eingesetzt, sondern verblieb in Griechenland.
Haag kommentierte diesen Umstand mit den Worten

„Wenn Sie wollen: Ich habe das Glück gehabt, mit einem aktiven Regiment auf Kreta zu sein und dadurch an wenig Gräbern stehen zu müssen.“

1944 versetzte man Haag in die Führungsreserve des OKH, kurz danach war er Adjutant im Armee-Oberkommando 8, als der Südabschnitt der Ostfront zusammenbrach. In dieser Phase nahm Haag an den Rückzugskämpfen von Bessarabien bis nach Budweis im annektierten Protektorat Böhmen und Mähren teil. Kurz vor Kriegsende floh Haag über das Mittelgebirge eine Strecke von insgesamt über 1.000 Kilometer vom Böhmerwald über den Bayerischen Wald bis nach Oldenburg. Im Juni 1945 wurde Haag von den Briten gefangen genommen und befand sich bis 1946 in Kriegsgefangenschaft. 1947 war er noch für die Betreuung von 11.000 deutschen Kriegsgefangenen zuständig.

### Laufbahn in der Bundeswehr
Haags erste Anstellung in der neuen Bundesrepublik war Treuhänder für den Kreisverband Friesland des Deutschen Roten Kreuzes und später Geschäftsführer in Oldenburg. Es folgte eine Probeanstellung beim Bundesgrenzschutz in Hannover. In der 1953 wurde Haag zum Oberstleutnant der Grenzschutzführerschule in Lübeck ernannt.
1956 nahm er am Aufbau der Bundeswehr teil und war als Oberst Lehrgruppenkommandeur an der Heeresoffizierschule II in Husum tätig. Zwei Jahre später wurde Haag in das Bundesverteidigungsministerium in Bonn berufen, wo er eine Abteilung zur Personalführung der Heeresoffiziere leitete. 1959 erfolgte seine Beförderung zum Brigadegeneral. In der Personalabteilung des Bundesministerium der Verteidigung war Haag Stellvertreter des Staatssekretärs Karl Gumbel. 1962 wechselte Haag wieder in den aktiven Truppendienst und befehligte als Generalmajor von 1962 bis 1965 die 6. Panzergrenadierdivision in Neumünster. Zu seinen Inspektionen, die er mit dem Hubschrauber durchführte, sagte er: „Diese Besuche dienen weniger der Kontrolle, sondern mehr der Hilfe und Mitarbeit.“ Menschenführung und staatsbürgerliche Erziehung gehörten zu den Schwerpunkten seiner Führung. Seiner Meinung nach waren Einsicht und Selbstverantwortung des Soldaten die wichtigsten Merkmale der Inneren Führung. Man schrieb ihm von allen Divisionskommandeuren der Bundeswehr die größte Experimentierfreude zu. Dabei wurde die Eigeninitiative des Soldaten auch schon während des inneren Kasernendienstes gefördert.
Während seiner Zeit als Divisionskommandeur ereignete sich im Juli 1963 ein schweres Fehlverhalten eines Kompaniechefs während des Weckens in einer Ausbildungskompanie in Neumünster-Boostedt. Der Kompaniechef ließ die Rekruten mit Nebelkerzen und dem Feuer von MG-Platzpatronen wecken, wodurch 20 Rekruten Augenverletzungen und schwere Schleimhautreizungen erlitten, der Einsatz dieser Kampfmittel in geschlossenen Räumen war aus diesem Grund verboten. Dieses Verhalten wurde mit einem Bußgeld von 300 DM geahndet.
1965 leitete er die Personalabteilung des Bundesministeriums der Verteidigung und schied am 30. September 1969 als Generalleutnant aus der Bundeswehr aus. 1985 verstarb Werner Haag in Hartenholm bei Bad Segeberg in Schleswig-Holstein.

## Personalführung
Die Zeit der Ernennung von Generalleutnant Werner Haag zum Leiter der Personalabteilung des Bundesministeriums der Verteidigung im Jahr 1965 wurde von einigen Kontroversen begleitet. Während der CSU-Abgeordnete Richard Jaeger mit seinem Rücktritt drohte, sollten die Streitkräfte nicht mehr von Zivilisten, sondern wieder von Militärs geführt werden, begrüßten hohe Bundeswehr-Offiziere, wie z. B. Generalleutnant Wilhelm Meyer-Detring, Haags neue Position. Von Haag erhoffte man sich Transparenz, Pragmatismus und praxiserprobten Realitätssinn. Hinzu kam die große Beliebtheit Haags beim Offizierskorps. Helmut Schmidt vertrat die Ansicht, dass Haag aufgrund seiner persönlichen Eignung die beste Personalentscheidung für die Besetzung dieses Postens sei. Haag stand für einen modernen und demokratischen Soldaten sowie für Reformen. Er wandte sich gegen einen „mechanisch funktionierenden“ Soldaten. Einsicht und Verantwortungsgefühl seien die Hauptkriterien, welche bei der Ausbildung gefördert werden müssten.

„Ich habe die Überzeugung, daß der Mann, wenn er gefechtsfähig sein soll, viel Selbständigkeit braucht. Die Vereinzelung ist oft – beispielsweise beim Panzer, bei der Besatzung eines Funkgerätes, bei einem Nachschubfahrer – schon von Waffe und Funktion her gegeben; da müssen die Leute sich entscheiden können, müssen mitdenken.“

Diese Maxime setzte Haag weitgehend in seiner Zeit als Kommandeur der 6. Panzergrenadierdivision durch. Auf Kritik über die Innere Führung der Bundeswehr entgegnete Haag:

„Im Gegenteil. Die Innere Führung ist Gemeingut geworden. Auf der Kommandeursebene sind alle dafür. Bei den Kompaniechefs ist es wechselnd. Aufpassen muß man bei den Zugführern. Wenn die Innere Führung überhaupt gefährdet ist, dann von unten. Allerdings gibt es auch dafür eine Erklärung: Überforderung. Sie müssen eine Fülle organisatorischer Arbeit erledigen, Verwaltung, erzieherische Aufgaben; sie müssen sich um das technische Gerät sorgen und sich der menschlichen Probleme annehmen. Wenn ihnen auch noch böser Wille entgegentritt, kann sich schon Zündstoff ansammeln. Da muß man eigentlich staunen, daß so wenig passiert.“

## Privates
Werner Haag war verheiratet, hatte drei Kinder und beschäftigte sich in seiner Freizeit mit der Jagd und dem Pferdesport.

## Beförderungen
- 1929 Polizei Wachtmeister
- 1932 Polizei-Oberwachtmeister
- 1933 Polizeileutnant
- 1934 Oberleutnant
- 1952 Major Bundesgrenzschutz
- 1953 Oberstleutnant
- 1956 Oberst Bundeswehr
- 1959 Brigadegeneral
- 1962 Generalmajor
- 1965 Generalleutnant

## Auszeichnungen
- 1936 Wehrmacht-Dienstauszeichnung IV. Klasse
- 1940 Eisernes Kreuz II. und I. Klasse
- 1942 Medaille Winterschlacht im Osten 1941/42
- 1942 Krimschild
- 1962 Sturmmedaille Sturmflut 1962, Schleswig-Holstein
- 1969 Großes Verdienstkreuz mit Stern des Verdienstordens der Bundesrepublik Deutschland